# Großzahnnatter
Die Großzahnnatter (Lycodon rufozonatus) ist eine Schlangenart aus der Familie der Eigentlichen Nattern, die in Ostasien verbreitet ist.

## Merkmale und Lebensweise
Die Großzahnnatter hat eine Gesamtlänge von 70 bis 130 cm. Die Natternart ist hauptsächlich nachtaktiv. Sie ernährt sich von Kleintieren wie Kröten, Frösche, Eidechsen, Schlangen, Vögel und Ratten. Die Weibchen legen Gelege von mehr als zehn Eiern.

## Verbreitungsgebiet und Gefährdungsstatus
Das Verbreitungsgebiet der Natter ist im Osten Chinas, Südosten Russlands, in Nord- und Südkorea und auf Taiwan. In Japan kommt sie lediglich auf den südlichsten Ryūkyū-Inseln und auf Tsushima vor. Die Art lebt in Ebenen, Hügeln und Bergen in borealen Nadelwäldern bis tropischen immergrünen Laubwäldern. Die Schlangenart wird von der IUCN als nicht gefährdet (Least Concern) eingestuft.

## Etymologie und Systematik
Der Gattungsname Lycodon setzt sich aus den griechischen Wörtern lykos (Wolf) und odous (Zahn) zusammen.
Es werden zwei Unterarten unterschieden, die teilweise auch in der Gattung Dinodon eingeordnet wurden:
- Lycodon rufozonatus rufozonatus

Die Nominatform ist im Osten Chinas, in Nordkorea, im Südosten Russlands und in Taiwan verbreitet.
- Lycodon rufozonatus walli (jap. サキシママダラ, Sakishima-Madara)

Die Unterart ist nach dem britischen Herpetologen Frank Wall benannt. Sie ist lediglich auf den japanischen Miyako- und Yaeyama-Inseln verbreitet. Die Population auf Miyako-jima wird in der nationalen Roten Liste gefährdeter Reptilien Japans als lokal gefährdet eingestuft.

## Galerie

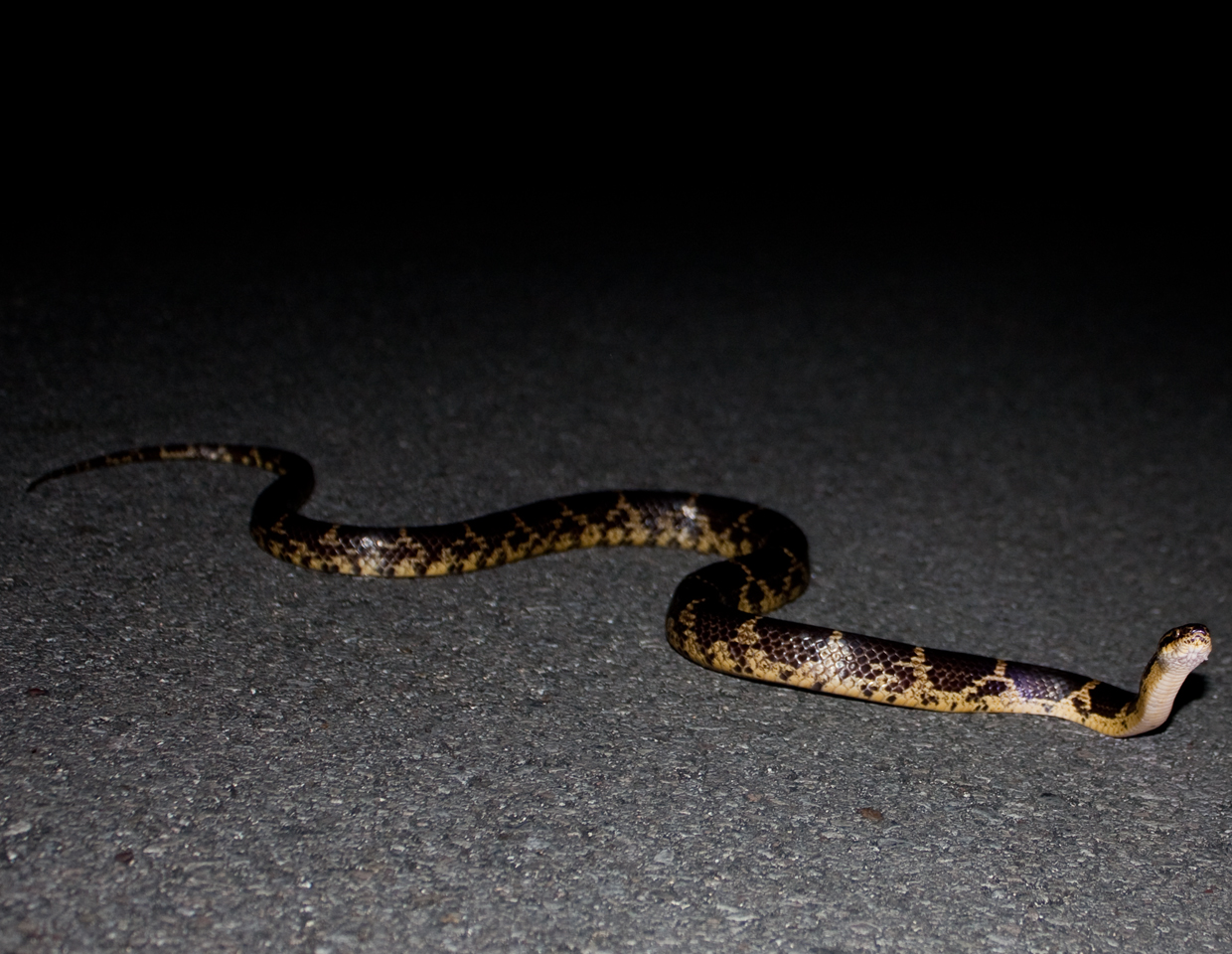
Unterart L. r. walli auf Kohama-jima, Japan
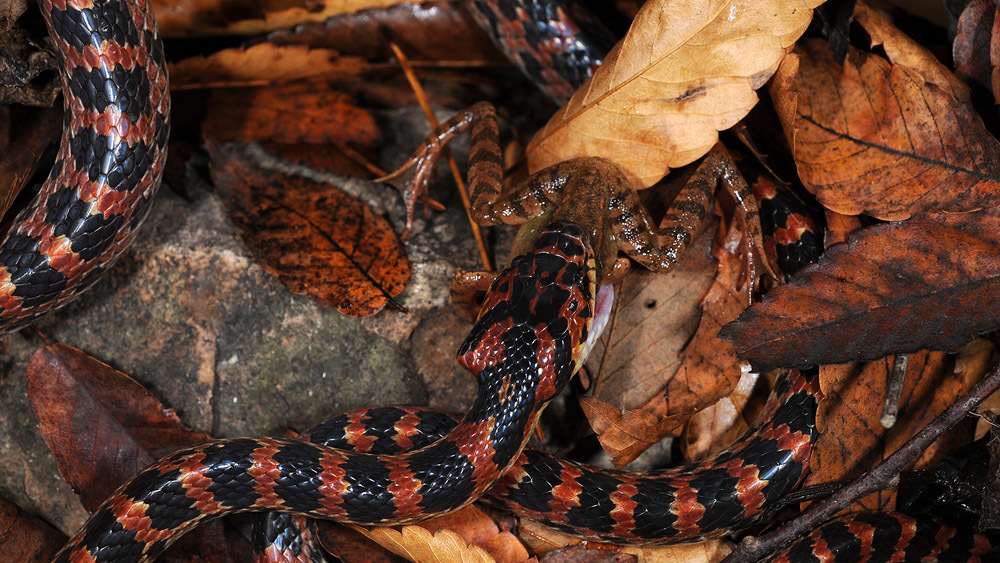
Großzahnnatter in Südkorea mit Amphibie als Beute
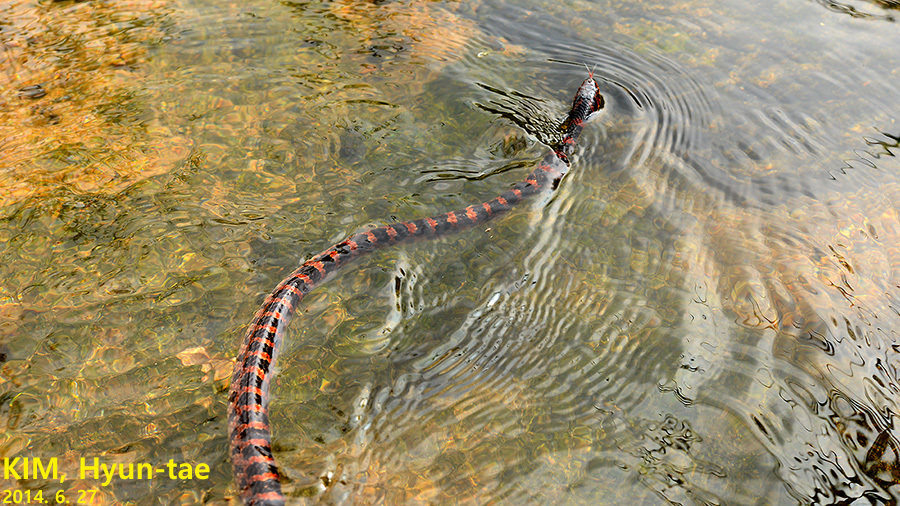
Schwimmende Großzahnnatter in Südkorea

## Weiterführende Literatur
- N. B. Ananjeva, N. L. Orlov, R. G. Khalikov, I. S. Darevsky, I. S. Ryabov, A. V. Barabanov: An Atlas of the Reptiles of North Eurasia. Taxonomic Diversity, Distribution, Conservation Status. Pensoft Series Faunistica 2006.
- China Wildlife Conservation Association, WildAid.: Survey report on situation of eating wildlife and public altitude to wildlife consumption. China Wildlife Conservation Association, Beijing 2006.
- H. He, X. Peng: Primary survey on snake market in Guangzhou City. In: Sichuan Journal of Zoology. Band 18, Nr. 3, 1999, S. 139–141.
- N. L. Orlov, R. W. Murphy, T. J. Papenfuss: List of Snakes of Tam-Dao Mountain Ridge (Tonkin, Vietnam). In: Russian Journal of Herpetology. Band 7, Nr. 1, 2000, S. 69–80.
- Hidetoshi Ōta: Sakishima odd-tooth snake (population in the Miyako Group). In: Ministry of Environment (Hrsg.): Red Data Book 2014 -Threatened Wildlife of Japan -: Reptilia/Amphibia. GYOSEI Corporation, Tokyo 2014.
- E.-M. Zhao: Snakes of China. Anhui Sciences and Technology Publishing House, Hefei, China 2006.
- Z. Zhou, Z. Jaing: International trade status and crisis for snake species in China. In: Conservation Biology. Band 18, 2004, S. 1386–1394.
- Z. Zhou, Z. Jiang: Identifying snake species threatened by economic exploitation and international trade in China. In: Biodiversity and Conservation. Band 2005, Nr. 14, 2005, S. 3525–3536.